# Episodi di Ozark (seconda stagione)
La seconda stagione della serie televisiva Ozark è stata interamente distribuita su Netflix il 31 agosto 2018, in tutti i paesi in cui il servizio è disponibile.
| nº | Titolo originale            | Titolo italiano              | Pubblicazione USA | Pubblicazione Italia |
| -- | --------------------------- | ---------------------------- | ----------------- | -------------------- |
| 1  | Reparations                 | Riparazione                  | 31 agosto 2018    | 31 agosto 2018       |
| 2  | The Precious Blood of Jesus | Il prezioso sangue di Cristo | 31 agosto 2018    | 31 agosto 2018       |
| 3  | Once a Langmore...          | Langmore per sempre          | 31 agosto 2018    | 31 agosto 2018       |
| 4  | Stag                        | Solitudine                   | 31 agosto 2018    | 31 agosto 2018       |
| 5  | Game Day                    | Il grande giorno             | 31 agosto 2018    | 31 agosto 2018       |
| 6  | Outer Darkness              | Nelle tenebre                | 31 agosto 2018    | 31 agosto 2018       |
| 7  | One Way Out                 | Una via d'uscita             | 31 agosto 2018    | 31 agosto 2018       |
| 8  | The Big Sleep               | Il grande sonno              | 31 agosto 2018    | 31 agosto 2018       |
| 9  | The Badger                  | Il tasso                     | 31 agosto 2018    | 31 agosto 2018       |
| 10 | The Gold Coast              | La Gold Coast                | 31 agosto 2018    | 31 agosto 2018       |

## Riparazione
- Titolo originale: Reparations
- Diretto da: Jason Bateman
- Scritto da: Chris Mundy

### Trama
Darlene e Ash cremano il corpo di Del nella fattoria degli Snell. Marty e Jacob mandano Ash a Chicago con la macchina di Del e le sue carte di credito per far sì che possa venire accertata lì la presenza di Del, permettendo loro di poter affermare che non era negli Ozarks. Marty e gli Snell s'incontrano con Helen Pierce, l'avvocato del cartello di Navarro, a negoziare le condizioni per il casinò. Marty discute con il senatore di Stato Brock Mercer la possibilità di introdurre una legislazione per consentire la costruzione di un ulteriore casinò. Mercer è preoccupato e dice a Marty di andare alla "casa sul lago". Marty e Wendy apprendono che questa è la casa dell'uomo d'affari e politico Charles Wilkes e lo incontrano per convincerlo a sostenere la legislazione. Helen mostra ai Byrde il video in cui Ash sta usando la carta di credito di Del a Chicago. Chiuderà un occhio sulla morte di Del e di García in cambio, però, di "riparazioni" da parte degli Snell, ma non specifica a Marty in quale misura dovrà essere ripagato questo "debito". Su insistenza di Darlene, gli Snell si rifiutano di offrire denaro, ma Jacob capisce che almeno una vita deve essere pagata, quindi uccide Ash per salvare Darlene. Marty e Wendy nascondono la verità a Charlotte e Jonah, ma riconoscono che la morte di Ash ha soddisfatto Navarro, il che significa che il progetto del casinò è ancora in piedi.

## Il prezioso sangue di Cristo
- Titolo originale: The precious Blood of Jesus
- Diretto da: Jason Bateman
- Scritto da: David Manson

### Trama
La mafia di Kansas City invia al senatore Mercer un messaggio poco chiaro, facendo vacillare il sostegno del Senato statale per l'apertura del casinò. Marty approfitta del passato rapporto lavorativo di Buddy con Frank Cosgrove, associato alla mafia, per raggiungere un accordo sul casinò, alla fine Cosgrove approva il progetto. Wendy partecipa a una colazione di preghiera per corteggiare vacillanti senatori e ricorre al ricatto. Wilkes fa una proposta "piccante" a Wendy come prezzo per ottenere il voto dell'ultimo senatore, ma la donna lo respinge. Wendy vede Mason predicare per le strade di Jefferson City, il piccolo Zeke al suo fianco e proporre a Marty di aiutarlo economicamente. In seguito, Rachel, che ha ormai esaurito in droga tutti i soldi rubati, ha un incidente stradale, il che porta l'agente Roy Petty a usarla come informatrice contro Marty e rimandarla al Blue Cat, in cambio del non aprire un procedimento penale contro di lei. Cade respinge il lavoro che Ruth ha convinto Marty a offrirgli. Marty assegna a Ruth maggiori responsabilità, tra cui affidarle i soldi per pagare l'acquisizione e lo spostamento del battello fluviale che ospiterà il casinò. Darlene cerca di colmare il vuoto di Ash e esprime a Jacob il desiderio di adottare un bambino. Cade fa una rapina in una tavola calda per mostrare a Ruth che non è cambiato e le chiede aiuto per trovare i soldi di Marty, arrivando ad aggredirla fisicamente.

## Langmore per sempre
- Titolo originale: Once a Langmore
- Diretto da: Andrew Bernstein
- Scritto da: Alyson Feltes

### Trama
La legge sui casinò passa, ma il senatore Blake si suicida dopo che con un inganno di Wilkes gli è stato impedito di votare contro. In seguito si scoprirà che tale gesto è stato dettato dalle passate crisi depressive del senatore. Le attività commerciali di Marty sono chiuse dagli ispettori statali su richiesta di Roy, mentre i Byrde si chiedono chi l'abbia ordinato. Wilkes svela a Wendy di voler costruire un grande centro commerciale adiacente al casinò, ma Wendy lo ammonisce che gli Snell non venderanno più altra terra. Gli Snell, Marty, Buddy e Jonah vanno a caccia per discuterne e Jonah uccide un cervo. Gli Snell incendiano la lussuosa barca di Wilkes come avvertimento per smettere di pressarli. Wendy convince la vedova di Blake a non fare causa a Wilkes per la morte del marito, promettendo la fondazione di un ente di beneficenza per i disturbi mentali in nome di Blake. Rachel tenta di ottenere prove registrate contro Marty e Roy le somministra droghe rubate in cambio della sua obbedienza. Ruth crea un problema nell'officina di riparazione delle barche dove lavora Cade, il che convince il proprietario a vendere e offre a Marty una nuova attività per il riciclaggio. Ruth rimane delusa in quanto Marty non le presta molta attenzione a causa dei problemi con le altre attività. Charlotte trascorre del tempo con Wyatt, che continua a meditare sulla morte di Russ e Boyd. I Byrde cenano a casa Snell per celebrare il loro riavvicinamento, mangiando il cervo ucciso da Jonah. Jonah usa la sua metà dei 10 000 dollari di Charlotte presi dai 50 milioni di dollari del cartello per aprire un conto bancario come Michael Fleming, l'alias che ha ricevuto quando i Byrde sono temporaneamente fuggiti dopo la morte di García.

## Solitudine
- Titolo originale: Stag
- Diretto da: Andrew Bernstein
- Scritto da: Ryan Farley

### Trama
Il sospetto di Wyatt che Marty abbia ucciso Russ e Boyd è accentuato dall'involontaria ammissione di Charlotte (sotto effetto della marijuana) che i Byrde erano sulla scena la sera stessa. Roy fa pressioni su Rachel per avere informazioni utili, inclusa la pretesa di avere un rapporto sessuale con Marty per poterlo ricattare. Allora Rachel ha un rapporto sessuale in bagno con uno sconosciuto e lo chiama Marty per irritare Roy, che sta monitorando il suo trasmettitore. Nel frattempo Marty e Wendy iniziano a sospettare che Rachel nasconda qualcosa. Per deviare il sospetto di Marty da lei, Rachel suggerisce che l'uomo del Blue Cat, Roy, potrebbe essere un ufficiale di polizia. Un Roy infuriato minaccia di uccidere Rachel se non produce prove in tempi brevi. La consegna di una bustarella per un funzionario di gioco statale prevista dai Byrde viene interrotta quando Wendy sospetta che sia una trappola. Infatti nell'ufficio adiacente si trova Roy in ascolto, rivelando che anche il funzionario è un informatore. Wendy cerca di fornire denaro a Mason, che rifiuta rabbiosamente in un'accesa discussione con Marty. Marty presta nuovamente scarsa attenzione a Ruth, dandole addirittura la notizia che d'ora in avanti sarà l'ex immobiliarista Sam a dirigere formalmente il Lickety Splitz soltanto perché, avendo precedenti penali, Ruth non può essere associata a Marty durante le procedure di controllo statale per l'apertura del casinò. Nel frattempo, la precaria salute di Buddy si aggrava e viene ricoverato in ospedale ma inaspettatamente sembra riprendersi dopo essere tornato a casa. Più avanti Ruth sfoga la sua frustrazione con Rachel, che usa la conversazione per raccogliere prove per Roy, anche se la ragazza sembra sospettare qualcosa. Grazie alle nuove informazioni raccolte, Roy ottiene un mandato di perquisizione per la casa dei Byrde, dove incontra per la prima volta Marty e Wendy. 

## Il grande giorno
- Titolo originale: Game Day
- Diretto da: Phil Abraham
- Scritto da: Paul Kolsby

### Trama
L'FBI trova la metà dei 10 000 dollari che Charlotte ha preso. Roy, durante l'interrogatorio di Marty (assistito dall'avvocato Helen), minaccia conseguenze penali anche nei confronti dei figli nella speranza che diventi un informatore. Roy lo informa anche che Ruth ha cercato di ucciderlo nello stesso modo con cui ha ucciso gli zii. A questo punto, non essendoci prove a carico dei Byrde, Helen riaccompagna Marty a casa dopo essersi accertata della sua lealtà. Roy vuole far sembrare Ruth un'informatrice, e Helen chiede ai Byrde se ci si può fidare della ragazza. Marty esita prima di rispondere sì, Helen decide allora decide di presentarsi da Ruth. Marthy corre dai Langmore per avvertire Ruth. Ruth ammette di aver tentato di uccidere Marty, ma dice che non ci riproverà perché le circostanze sono cambiate, quindi garantisce per lei, ma i soci di Helen sottopongono Ruth a un interrogatorio e la torturano. Ruth si mostra forte e fedele, e Helen dice a Marty di ammirare la forza di Ruth. Marty discute con Wendy sul passato tradimento, e Charlotte ascolta e informa Jonah di ciò. Charlotte dice a Jonah di voler usare ciò che resta dei loro 10 000 dollari per comprare un furgone e scappare. Helen dice agli Snell di bruciare i loro papaveri, così l'FBI non troverà alcuna prova, ma Darlene rifiuta. Wendy porta informazioni sulle associazioni di adozione per Darlene, ma è uno stratagemma per consentire a Buddy di accedere alla fattoria Snell e bruciare il campo dei papaveri. Durante il viaggio di ritorno Buddy, fisicamente provato dalla sua azione ma felice, muore.

## Nelle tenebre
- Titolo originale: Outer Darkness
- Diretto da: Phil Abraham
- Scritto da: Ning Zhou

### Trama
Roy conduce un raid nella fattoria Snell e Jacob afferma che il campo bruciato era un fuoco controllato. Roy è entusiasta di trovare delle ossa sepolte nel campo e di conseguenza fa arrestare Jacob. Il predicatore Mason parla con lo sceriffo, sperando che le ossa includano i resti di Grace e offre volontariamente il figlio Zeke per i test del DNA. Allora Marty prova a convincere il predicatore a lasciar perdere per paura delle conseguenze sul figlio da parte di Darlene. Marty e Darlene riesumano diversi antenati degli Snell e usano i loro resti per sostituire le ossa trovate dall'FBI, permettendo di scagionare Jacob dichiarando che le autorità hanno profanato gli antichi luoghi di sepoltura della famiglia. I Byrde organizzano un grande funerale per Buddy. Jonah usa l'archivio telefonico di Buddy per contattare i suoi amici, e la grande folla al servizio funebre include Frank e i suoi soci di Kansas City. Nel discorso d'addio Jonah rivela che Buddy era stato un veterano del Vietnam e poi un abile sindacalista benvoluto da tutti. Nel frattempo Roy interroga Wilkes, che offrirebbe informazioni su Marty in cambio della protezione di Wendy, ma in precedenza lei aveva rifiutato di lasciare Marty come Wilkes aveva suggerito. Ruth accetta di aiutare suo padre nelle attività illegali di famiglia, credendo che lavorare con Marty non produrrà i benefici a lungo termine in cui sperava. Marty promette a Rachel che dopo l'approvazione del casinò o in caso di problemi con le autorità e il cartello, le restituirà il Blue Cat; lei bacia Marty per impedirgli di rivelare di più, poi rivela che indossa un microfono.

## Una via d'uscita
- Titolo originale: One Way Out
- Diretto da: Alik Sakharov
- Scritto da: Martin Zimmerman

### Trama
Marty vuole che Rachel lavori al Blue Cat e la usa per alimentare la disinformazione contro Roy. Wendy è sospettosa della relazione di Marty con Rachel. La polizia porta Zeke sotto la custodia dello Stato, spingendo Mason a rapire Wendy e tenerla in ostaggio nel seminterrato della sua casa mentre chiede aiuto a Marty per riportare indietro Zeke. Cade e Ruth tentano di rubare il sistema FLIR da una barca costosa e venderlo a un acquirente del mercato nero. Il proprietario è inaspettatamente a casa, costringendoli a fuggire a mani vuote. Ruth dice a Cade che crede che i soldi del cartello di Marty possano essere nascosti nell'impresa di pompe funebri e accetta di aiutarlo a rubarli. Marty e Wilkes riescono a recuperare Zeke dalla custodia dello Stato. Marty lo porta da Mason e durante uno scontro successivo uccide involontariamente Mason. Marty e Wendy ripuliscono il seminterrato della casa di Mason e cremano il suo corpo, quindi portano Zeke a casa loro come un presunto figlio adottivo. I Byrde usano anche il bambino per aiutare a presentare una buona immagine di famiglia durante un'intervista organizzata da una rappresentante delle pubbliche relazioni che cerca di creare una copertura mediatica positiva del progetto del casinò.

## Il grande sonno
- Titolo originale: The Big Sleep
- Diretto da: Alik Sakharov
- Scritto da: David Manson

### Trama
Con Roy che non fornisce più droghe a Rachel, ella acquista eroina e va in overdose. L'eroina distribuita dai Navarro è stata tagliata con il Fentanyl e in zona si verificano numerosi casi di overdose. Si scopre che Darlene ha tagliato la droga come una vendetta per l'insistenza del cartello a bruciare il campo di papaveri. In seguito Marty incontra Roy per chiedere di lasciare libera Rachel, l'agente chiede in cambio di consegnargli gli Snell. Però Marty ha scoperto che la madre dell'agente è una tossicodipendente e fa fornire la sua droga dai Navarro in modo da ricattarlo. Allora Roy torna a casa per prendersi cura di lei, permettendo a Marty di mandare Rachel a Miami per un trattamento di disintossicazione. Jacob scopre il sabotaggio della moglie: l'omicidio di Ash e la costruzione del casinò dividono i due al punto di sabotarsi a vicenda. Wendy approfitta dei conti off-shore di Jonah per effettuare una donazione a favore delle fondazioni Wilkes e Blake. L'intenzione è quella di far accettare a Wilkes soldi del cartello per poi ricattarlo accelerando così le verifiche sul casinò. Ruth convince Marty a ricollocarla nel suo ufficio, in modo da scoprire il nascondiglio dei soldi, soddisfando le richieste del padre. Ruth intuisce che i soldi siano nasconti nelle pompe funebri. Ruth e Cade entrano nell'impresa di pompe funebri, ma non trovano i contanti, il che porta Cade ad aggredire nuovamente la figlia rovinando definitivamente il loro rapporto. Il nuovo pastore dà una festa di benvenuto, vi partecipano anche gli Snell, che, dopo l'ennesimo litigio, salgono a bordo della loro auto e durante il viaggio i Navarro tendono un'imboscata agli Snell, scoppia un violento scontro a fuoco. Nel frattempo Marty è riuscito a fare annullare l'espulsione di Wyatt, rimettendolo in gioco per l'ammissione all'Università del Missouri. Dopo aver acquistato un furgone, Charlotte informa i suoi genitori del suo desiderio di emancipazione.

## Il tasso
- Titolo originale: The Badger
- Diretto da: Ben Semanoff
- Scritto da: Paul Kolsby

### Trama
Charlotte assume Gene Bracken, un avvocato per il suo caso di emancipazione, mandando Wendy su tutte le furie e decide di cacciarla via di casa. In seguito prova a scusarsi con l'avvocato per il suo comportamento cercando di convincerla a lasciare perdere la causa perché si tratta solo di una crisi adolescenziale. Ma la Bracken suggerisce a Wendy di non interferire perché aprendo un processo penale potrebbero venire fuori verità spiacevoli, Wendy le intima di non giocare con il fuoco se queste attività fossero davvero pericolose come afferma. Jacob e Darlene sopravvivono all'imboscata, sebbene Jacob sia ferito. Marty e Helen informano Jacob che i diritti rivieraschi e il dominio eminente consentono al governo di impadronirsi della terra per il casinò se gli Snell non venderanno. Nel frattempo Cade e Wyatt rapinano il Lickety Splitz in cerca dei soldi dei Byrde e Ruth non li identifica con lo sceriffo per proteggere Wyatt, ma cerca di recuperare e restituire i soldi rubati minacciando di uccidere il padre se questi non lascerà in pace lei e i cugini. Wilkes fa in modo che i Byrde incontrino i commissari statali del gioco d'azzardo e il presidente della commissione, in cambio del suo parere favorevole, chiede di escludere Frank Cosgrove dagli accordi di costruzione, Marty concorda, nonostante sappia che ciò farà arrabbiare Frank e la mafia di Kansas City. Il casinò viene approvato e Marty organizza una rapida fuga per la sua famiglia e decide di lasciare gli affari nelle mani di Ruth, e lei accetta la proposta. Inoltre Wyatt è accettato al college; non è sicuro di andare per via del fratello e della morte di Russ, ma Ruth è determinata a mandarlo al college per impedirgli una vita criminale. Jacob acconsente alla precedente proposta di Marty e decide di uccidere Darlene per mantenere la pace. Mentre si muove per pugnalarla durante la loro passeggiata mattutina, all'improvviso collassa. Darlene gli dice che ha indovinato il suo piano e ha avvelenato il suo caffè e i due si lasciano andare a un bacio d'addio.

## La Gold Coast
- Titolo originale: The Gold Coast
- Diretto da: Amanda Marsalis
- Scritto da: Chris Mundy

### Trama
Marty è in fibrillazione mentre organizza gli ultimi preparativi per l'imminente fuga. Tornato a casa svela a Wendy la sua decisione spiegandole che ha preparato delle nuove identità per fuggire prima a Little Rock, poi in Costa Rica e infine in Australia. Wendy non si mostra molto propensa all'idea. Roy ritorna per chiudere gli affari in sospeso prima del suo ritorno a Chicago. Va a pescare e viene affrontato da Cade, che lo uccide e affonda il suo corpo. Darlene vuole Zeke e rade la testa di Jonah come avvertimento, costringendo Marty a consegnare Zeke come condizione per poter costruire il casinò. Marty mostra a Ruth i dettagli dell'attività del cartello in preparazione per la partenza della sua famiglia, inclusi i 50 milioni di dollari del cartello nascosti nel mausoleo di Buddy. In un incontro con Frank Cosgrove, arrabbiato per la questione sindacale, Marty cerca di rassicurarlo promettendo di pagare comunque i suoi uomini e l'azienda non appena inizieranno i lavori. Sapendo di essere stato riconosciuto mentre nascondeva la macchina di Roy, Cade ha in programma di fuggire prima di essere arrestato. Prova a ricattare Ruth minacciando di dire a Wyatt che ha ucciso Russ e Boyd. Invece, Ruth lo dice subito a Wyatt, che si allontana con rabbia. Infuriata che Cade abbia aggredito Charlotte mentre cercava di trovare i soldi di Marty, Wendy gli offre 500 000 dollari per lasciare la città. L'uomo li prende e se ne va, ma è un inganno e un sicario del cartello lo uccide in un'imboscata. Alla cerimonia di apertura del casinò, Helen dice ai Byrde che tornerà a Chicago. Wendy, con sorpresa di Marty, stabilisce che la famiglia non dovrà più fuggire sulla Gold Coast perché è più sicuro rimanere a Ozark ora che gli affari si sono stabilizzati. Nel frattempo Frank fa esplodere l'ufficio di Marty come un avvertimento per risolvere il problema con il sindacato.